# Lijst van voetbalinterlands Azerbeidzjan - Roemenië
Deze lijst van voetbalinterlands is een overzicht van alle officiële voetbalwedstrijden tussen de nationale teams van Azerbeidzjan en Roemenië. De landen speelden tot op heden vier keer tegen elkaar. De eerste ontmoeting, een kwalificatiewedstrijd voor het Europees kampioenschap voetbal 1996, werd gespeeld in Boekarest op 7 september 1994. Het laatste duel, een kwalificatiewedstrijd voor het Europees kampioenschap voetbal 2000, vond plaats op 9 juni 1999 in de Roemeense hoofdstad.

## Wedstrijden
| № | Plaats    | Datum            | Competitie           | Wedstrijd               | Uitslag |
| - | --------- | ---------------- | -------------------- | ----------------------- | ------- |
| 1 | Boekarest | 7 september 1994 | EK 1996 kwalificatie | Roemenië – Azerbeidzjan | 3 – 0   |
| 2 | Trabzon   | 26 april 1995    | EK 1996 kwalificatie | Azerbeidzjan – Roemenië | 1 – 4   |
| 3 | Bakoe     | 31 maart 1999    | EK 2000 kwalificatie | Azerbeidzjan – Roemenië | 0 – 1   |
| 4 | Boekarest | 9 juni 1999      | EK 2000 kwalificatie | Roemenië – Azerbeidzjan | 4 – 0   |

## Samenvatting
| Competitie      | Totaal gespeeld | Winst Azerbeidzjan | Gelijk | Winst Roemenië | Doelsaldo Azerbeidzjan – Roemenië |
| --------------- | --------------- | ------------------ | ------ | -------------- | --------------------------------- |
| EK-kwalificatie | 4               | 0                  | 0      | 4              | 1 − 12                            |
| Totaal          | 4               | 0                  | 0      | 4              | 1 − 12                            |

Wedstrijden bepaald door strafschoppen worden, in lijn met de FIFA, als een gelijkspel gerekend.